# Шевчук Ольга (спортсменка)
О́льга Шевчу́к (* 1990) — українська синхроністка; бронзова призерка чемпіонату Європи.

## З життєпису
Народилася 1990 року в місті Київ. Навчалася в Олімпійському коледжі імені Івана Піддубного.
2006 року виграла бронзову медаль у довільній комбінації на Чемпіонаті Європи з синхронного плавання серед юніорів (Бонн). На наступному чемпіонаті Європи серед юніорів, що проходив у Каллелі, вона виграла бронзову медаль у довільній комбінації.
Учасниця Чемпіонату світу з водних видів спорту 2007 та Чемпіонату світу з водних видів спорту 2009.
Брала участь у Чемпіонаті Європи з водних видів спорту-2008, який відбувся в Ейндховені, здобула бронзову медаль у довільній комбінації.
Чемпіонат Європи з водних видів спорту 2010 — бронзова нагорода; вона та Лоліта Ананасова, Анна Волошина, Інга Гіллер, Олена Гречихіна, Ольга Кондрашова, Юлія Мар'янко, Олександра Сабада, Катерина Садурська, Ксенія Сидоренко, Ганна Хмельницька, Ольга Кондрашова, Дар'я Юшко.
Надалі — тренер фітнес-клубу «Подільський клуб» у Києві; інструктор з аквааеробіки.